# Draft WNBA 2020
Il Draft WNBA 2020 fu il 24º draft tenuto dalla WNBA e si svolse il 17 aprile 2020 e venne trasmesso unicamente in televisione, senza una cerimonia fisica con la presenza di squadre e giocatrici, a causa della pandemia di COVID-19.

## Primo giro
|   | Indica un giocatore che è stato selezionato per almeno un All-Star Game ed è inserito in un All-WNBA Team |
|   | Indica una giocatrice che è stata selezionata per almeno un All-Star Game                                 |
| * | Indica la giocatrice che ha vinto il titolo di Rookie of the Year                                         |
|   | Indica una giocatrice che non ha mai giocato una partita in WNBA                                          |

| Scelta | Giocatrice              | Nazionalità | Squadra WNBA                                        | College/Squadra di club        |
| ------ | ----------------------- | ----------- | --------------------------------------------------- | ------------------------------ |
| 1      | Sabrina Ionescu         | Stati Uniti | New York Liberty                                    | Oregon Ducks                   |
| 2      | Satou Sabally           | Germania    | Dallas Wings                                        | Oregon Ducks                   |
| 3      | Lauren Cox              | Stati Uniti | Indiana Fever                                       | Baylor Bears                   |
| 4      | Chennedy Carter         | Stati Uniti | Atlanta Dream                                       | Texas A&M Aggies               |
| 5      | Bella Alarie            | Stati Uniti | Dallas Wings (da Phoenix)                           | Princeton Tigers               |
| 6      | Mikiah Herbert Harrigan | Regno Unito | Minnesota Lynx                                      | S.C. Gamecocks                 |
| 7      | Tyasha Harris           | Stati Uniti | Dallas Wings (da Seattle via Connecticut e Phoenix) | S.C. Gamecocks                 |
| 8      | Ruthy Hebard            | Stati Uniti | Chicago Sky                                         | Oregon Ducks                   |
| 9      | Megan Walker            | Stati Uniti | New York Liberty (da Las Vegas via Dallas)          | UConn Huskies                  |
| 10     | Jocelyn Willoughby      | Stati Uniti | Phoenix Mercury (da Los Angeles via Connecticut)    | Virginia Cavaliers             |
| 11     | Kitija Laksa            | Lettonia    | Seattle Storm (da Connecticut)                      | South Florida Bulls / TTT Rīga |
| 12     | Jazmine Jones           | Stati Uniti | New York Liberty (da Washington)                    | Louisville Cardinals           |

## Secondo giro
| Scelta | Giocatrice          | Nazionalità | Squadra WNBA                               | College/Squadra di club |
| ------ | ------------------- | ----------- | ------------------------------------------ | ----------------------- |
| 13     | Kylee Shook         | Stati Uniti | New York Liberty (da Atlanta)              | Louisville Cardinals    |
| 14     | Kathleen Doyle      | Stati Uniti | Indiana Fever (da New York via Minnesota)  | Iowa Hawkeyes           |
| 15     | Leaonna Odom        | Stati Uniti | New York Liberty (da Las Vegas via Dallas) | Duke Blue Devils        |
| 16     | Crystal Dangerfield | Stati Uniti | Minnesota Lynx (da Indiana)                | UConn Huskies           |
| 17     | Brittany Brewer     | Stati Uniti | Atlanta Dream (da Phoenix)                 | TTU Lady Raiders        |
| 18     | Te'a Cooper         | Stati Uniti | Phoenix Mercury (da Minnesota)             | Baylor Bears            |
| 19     | Joyner Holmes       | Stati Uniti | Seattle Storm                              | Texas Longhorns         |
| 20     | Beatrice Mompremier | Stati Uniti | Los Angeles Sparks (da Chicago)            | Miami Hurricanes        |
| 21     | Luisa Geiselsöder   | Germania    | Dallas Wings                               | BG Donau-Ries           |
| 22     | Leonie Fiebich      | Germania    | Los Angeles Sparks                         | TSV Wasserburg          |
| 23     | Kaila Charles       | Stati Uniti | Connecticut Sun                            | Maryland Terrapins      |
| 24     | Jaylyn Agnew        | Stati Uniti | Washington Mystics                         | Creighton Bluejays      |

## Terzo giro
| Scelta | Giocatrice     | Nazionalità | Squadra WNBA               | College/Squadra di club |
| ------ | -------------- | ----------- | -------------------------- | ----------------------- |
| 25     | Mikayla Pivec  | Stati Uniti | Atlanta Dream              | Oregon St. Beavers      |
| 26     | Erica Ogwumike | Nigeria     | New York Liberty           | Rice Owls               |
| 27     | Kobi Thornton  | Stati Uniti | Atlanta Dream (da Dallas)  | Clemson Tigers          |
| 28     | Kamiah Smalls  | Stati Uniti | Indiana Fever              | JMU Dukes               |
| 29     | Stella Johnson | Stati Uniti | Phoenix Mercury            | Rider Broncs            |
| 30     | Japreece Dean  | Stati Uniti | Chicago Sky (da Minnesota) | UCLA Bruins             |
| 31     | Haley Gorecki  | Stati Uniti | Seattle Storm              | Duke Blue Devils        |
| 32     | Kiah Gillespie | Stati Uniti | Chicago Sky                | Fl. State Seminoles     |
| 33     | Lauren Manis   | Stati Uniti | Las Vegas Aces             | H. Cross Crusaders      |
| 34     | Tynice Martin  | Stati Uniti | Los Angeles Sparks         | WV Mountaineers         |
| 35     | Juicy Landrum  | Stati Uniti | Connecticut Sun            | Baylor Bears            |
| 36     | Sug Sutton     | Stati Uniti | Washington Mystics         | Texas Longhorns         |